# Strada Cuza Vodă din Buzău
Strada Cuza Vodă (numită anterior și Strada Târgului) este principala stradă comercială aflată în centrul istoric al orașului Buzău, România. Multe din casele de pe această stradă datează din secolul al XIX-lea, fiind construite pe niște fundații existente deja.  Sunt clădiri care au parter și etaj, negustorii care le dețineau având prăvăliile la parter și locuințele la etaj.